# Ministry of Interior FA
Der Ministry of Interior Football Association, bis 2024 als National Police Commissary Football Club bekannt, ist ein kambodschanischer Fußballverein aus Sihanoukville, der in der ersten Liga des Landes, der Cambodian Premier League, spielt.

## Erfolge
- Kambodschanischer Meister: 2000
- Hun Sen Cup-Sieger: 2014
- Hun Sen Cup-Finalist: 2018

## Stadion
Der Verein trägt seine Heimspiele im Stadion der Police Academy of Cambodia aus.

## Spieler
Stand: August 2024
| Nr. |            | Position | Name            |
| --- | ---------- | -------- | --------------- |
| 1   | Kambodscha | TW       | Tin Razak       |
| 2   | Kambodscha | AB       | In Khindaro     |
| 3   | Kambodscha | AB       | Kun Oudom       |
| 4   | Kambodscha | AB       | Ly Daro         |
| 6   | Kambodscha | AB       | Chan Sanith     |
| 7   | Kambodscha | ST       | Mat Sakrovy     |
| 8   | Kambodscha | MF       | Mat Yamoin      |
| 9   | Kambodscha | ST       | Noun Borey      |
| 11  | Kambodscha | ST       | Mon Rado        |
| 12  | Kambodscha | MF       | Sri Piseth      |
| 13  | Kambodscha | AB       | Tueteng Morokot |
| 16  | Kambodscha | TW       | Neang Phannith  |
| 17  | Kambodscha | AB       | Pen Santana     |
| 18  | Kambodscha | AB       | Nub Tola        |

| Nr. |            | Position | Name                     |
| --- | ---------- | -------- | ------------------------ |
| 19  | Kambodscha | ST       | Keo Oudom                |
| 23  | Kambodscha | ST       | San Bora                 |
| 24  | Kambodscha | AB       | Ouk Som Eng              |
| 25  | Kambodscha | MF       | Hang Putheara            |
| 27  | Kambodscha | ST       | Chanvibol Davit          |
| 33  | Kambodscha | MF       | Noy Sokong               |
| 34  | Kambodscha | AB       | Nhoem Lyhuor             |
| 36  | Kambodscha | AB       | Chin Vannak              |
| 51  | Kambodscha | TW       | Kim Chanveasna           |
| 66  | Kambodscha | MF       | Dy Pharunn               |
| 70  | Kambodscha | MF       | Hoy Phallin              |
| 72  | Kambodscha | AB       | Vong Visal               |
| 77  | Kambodscha | AB       | Men Sopheakvannak Nissai |
| 91  | Kambodscha | AB       | Soun Savdy               |

## Trainer
Stand: Oktober 2024
| Name           | von             | bis               |
| -------------- | --------------- | ----------------- |
| Prak Sovannara | 1. Januar 2019  | 30. November 2020 |
| Oung Kanyanith | 1. Januar 2021  | 30. Dezember 2021 |
| Sum Vanna      | 19. August 2023 |                   |

## Beste Torschützen seit 2015
| Saison | Name              | Tore |
| ------ | ----------------- | ---- |
| 2015   | Tith Dina         | 9    |
| 2016   | Michael Osei Tutu | 8    |
| 2017   | Sun Vandeth       | 2    |
| 2018   | Noun Borey        | 8    |
| 2019   | N/A               |      |
| 2020   | Mathew Osa        | 13   |

## Saisonplatzierung
| Saison                                    | Liga                                     | Level                                    | Platzierung                              | Hun Sen Cup                              |
| National Police Commissary Football Club  | National Police Commissary Football Club | National Police Commissary Football Club | National Police Commissary Football Club | National Police Commissary Football Club |
| ----------------------------------------- | ---------------------------------------- | ---------------------------------------- | ---------------------------------------- | ---------------------------------------- |
| 2011                                      | Cambodian League                         | 1                                        | 7.                                       | Gruppenphase                             |
| 2012                                      | Cambodian League                         | 1                                        | 4.                                       | Halbfinale                               |
| 2013                                      | Cambodian League                         | 1                                        | 7.                                       | Viertelfinale                            |
| 2014                                      | Cambodian League                         | 1                                        | 6.                                       | Sieger                                   |
| 2015                                      | Cambodian League                         | 1                                        | 7.                                       | 4. Platz                                 |
| 2016                                      | Cambodian League                         | 1                                        | 7.                                       | Gruppenphase                             |
| 2017                                      | Cambodian League                         | 1                                        | 6.                                       | Viertelfinale                            |
| 2018                                      | Cambodian League                         | 1                                        | 9.                                       | 2.                                       |
| 2019                                      | Cambodian League                         | 1                                        | 11.                                      | Achtelfinale                             |
| 2020                                      | Cambodian League                         | 1                                        | 9.                                       | 1. Runde                                 |
| 2021                                      | Cambodian League                         | 1                                        | 9. ▼                                     | Achtelfinale                             |
| 2022                                      | Cambodian League 2                       | 2                                        | 3.                                       | Achtelfinale                             |
| Ministry of Interior Football Association |                                          |                                          |                                          |                                          |
| 2023/24                                   | Cambodian League 2                       | 2                                        | 2. ▲                                     | Achtelfinale                             |
| 2024/25                                   | Cambodian Premier League                 | 1                                        | 11.                                      |                                          |